# Cosmo’s Factory
Az 1970-es Cosmo’s Factory a Creedence Clearwater Revival ötödik nagylemeze. Szerepel az 1001 lemez, amit hallanod kell, mielőtt meghalsz című könyvben. 2020-ban Minden idők 500 legjobb albuma listán 413. helyen szerepelt.
A cím egy berkeleyi raktárra utál, ahol az együttes próbált. A zenekarvezető John Fogerty annyira ragaszkodott a gyakorláshoz, hogy Doug "Cosmo" Clifford dobos gyárnak kezdte nevezni a helyet.

## Az album dalai
| 1. | Ramble Tamble            | John Fogerty            | 7:09 |
| 2. | Before You Accuse Me     | Elias McDaniel          | 3:24 |
| 3. | Travelin' Band           | Fogerty                 | 2:07 |
| 4. | Ooby Dooby               | Wade Moore, Dick Penner | 2:05 |
| 5. | Lookin' Out My Back Door | Fogerty                 | 2:31 |
| 6. | Run Through the Jungle   | Fogerty                 | 3:09 |

| 1. | Up Around the Bend               | Fogerty                          | 2:40  |
| 2. | My Baby Left Me                  | Arthur Crudup                    | 2:17  |
| 3. | Who'll Stop the Rain             | Fogerty                          | 2:28  |
| 4. | I Heard It Through the Grapevine | Norman Whitfield, Barrett Strong | 11:05 |
| 5. | Long as I Can See the Light      | Fogerty                          | 3:33  |

## Helyezések

### Album
| Lista (1970)                   | Helyezés |
| ------------------------------ | -------- |
| Ausztrália (Kent Music Report) | 1        |
| Kanada (RPM 100 Albums)        | 1        |
| Francia albumlista             | 1        |
| Hollandia (Top 100)            | 2        |
| Norvégia (VG-lista)            | 1        |
| Brit albumlista                | 1        |
| Billboard 200                  | 1        |
| Billboard R&B Albums           | 11       |

### Kislemezek
| Dátum         | Kislemez                                             | Helyezés    | Helyezés |
| Dátum         | Kislemez                                             | Pop Singles | Top 40   |
| ------------- | ---------------------------------------------------- | ----------- | -------- |
| 1970. január  | Travelin' Band/Who'll Stop The Rain                  | 2           | 8        |
| 1970. április | Up Around The Bend/Run Through The Jungle            | 4           | 3        |
| 1970. július  | Lookin' Out My Back Door/Long As I Can See The Light | 2           | 20       |

## Közreműködők
- Doug Clifford – dob
- Stu Cook – basszusgitár
- John Fogerty – szólógitár, zongora, szaxofon, szájharmonika, ének, hangszerelés
- Tom Fogerty – ritmusgitár